# Boves
Boves là một đô thị tại tỉnh Cuneo trong vùng Piedmont của Italia, vị trí cách khoảng 80 km về phía nam của Torino và khoảng 6 km về phía nam của Cuneo. Tại thời điểm ngày 31 tháng 12 năm 2004, đô thị này có dân số 9.507 người và diện tích là 51,1 km².
Đô thị Boves có các frazioni (đơn vị cấp dưới, chủ yếu là các làng) Castellar, Cerati, Fontanelle, Madonna dei Boschi, San Mauro, Rivoira, San Giacomo, Sant'Annavà Mellana.
Boves giáp các đô thị: Borgo San Dalmazzo, Cuneo, Limone Piemonte, Peveragno, Robilante, Roccavionevà Vernante.